# Il fanatico burlato
Il fanatico burlato és una òpera en dos actes composta per Domenico Cimarosa sobre un llibret italià de Francesco Saverio Zini. S'estrenà al Teatro del Fondo de Nàpols l'11 d'abril de 1787. El 1791 es representà a Mannheim com Der adelssüchtige Bürger.